# Oga-Halbinsel
Die Oga-Halbinsel (jap. 男鹿半島, Oga-hantō) ist eine Halbinsel in Japan. Sie befindet sich an der Westküste der Hauptinsel Honshū in der Präfektur Akita und erstreckt sich nach Westen in das Japanische Meer. Der Großteil der Halbinsel, vorher Teil des Landkreises Süd-Akita, wurde in der Großen Shōwa-Gebietsreform der 1950er Jahre zur kreisfreien Stadt Oga zusammengefasst.

## Geographie
Ursprünglich war Oga eine Insel, doch durch den Materialtransport der Flüsse Yoneshiro (米代川, Yoneshiro-gawa) und Omono (雄物川, Omono-gawa) verbindet inzwischen ein Tombolo den Inselkern mit Honshū. Die höchste Erhebung mit 354 m ist der Schichtvulkan Kampū (寒風山, Kampū-zan, wörtlich: „Kaltwind-Berg“).
Die Südostküste besteht aus Kliffen. Am Ostrand der Halbinsel schließt sich der See Hachirōgata an, der ehemals zweitgrößte See Japans. Die Seen Ichinomegata (一ノ目潟), Ninomegata (二ノ目潟) und Sannomegata (三ノ目潟) sind Japans einzige Maare. Die Toga-Bucht (戸賀湾, Toga-wan) (auch Shinomegata (四ノ目潟)) ist ebenso ein solcher Krater.

## Kultur
Oga ist berühmt für ihr traditionelles Fest Namahage.
Mayama (真山), Motoyama (本山) und Kenashiyama (毛無山), die „Drei Berge von Oga“ (男鹿三山, Oga-sanzan) sind Weiheorte religiöser Bergverehrung (山岳信仰, sangaku shinkō).

## Tourismus
Entlang der Küste reihen sich Thermalquellen wie die Onsen Oga (男鹿温泉郷, Oga onsenkyō), Kanesaki (金崎) oder Toga (戸賀). Das Kap Nyūdō (入道崎, Nyūdō-saki) an der Nordwestseite ist ein Abrasionskliff; dort befindet sich der Leuchtturm Kap Nyūdō (入道埼灯台, Nyūdō-saki tōdai). Teile der Halbinsel gehören zum Oga-Quasi-Nationalpark.